# Landwirtschaftliche Vereine
Landwirtschaftliche Vereine waren Gründungen in der Rechtsform eines Vereins gegen Ende des 18. Jahrhunderts und im Laufe des 19. Jahrhunderts. Ihr historisches Hauptziel bestand in der Wahrnehmung von Bildungsaufgaben in landwirtschaftlichen Regionen.

## Geschichte
Die Ideen der Aufklärung drangen in Deutschland während des 18. Jahrhunderts auch in die Regionen der Landwirtschaft hinein, wobei zunächst die Vermittlung des merkantilistischen und kameralistischen Wissens der Antrieb war. In den Herzogtümern Schleswig und Holstein gingen die Initiativen für solche Reformen von Philipp Ernst Lüders und Caspar Voght aus. Das Ziel dieser Reformer war die Umsetzung einer rationalistischen Wirtschaftsführung mit einem optimalen Nutzen für Landwirt und Staat.
Eine erste Gründung war die Oeconomische Lesegesellschaft im ostholsteinischen Cismar im Jahr 1798. Es folgten um 1820 weitere Vereinsgründungen mit dem Ziel einer Weiterbildung sowie Beratung von Landwirten.
In Preußen stieg die Zahl der Vereine von zehn im Jahr 1810 auf insgesamt fünftausend im Jahr 1910.
Zu jenen Vereinen, die weiterhin in der Bundesrepublik Deutschland aktiv sind, zählt beispielsweise der im Jahr 1860 gegründete Frankfurter Landwirtschaftlicher Verein.

## Ziele
Die Landwirtschaftlichen Vereine hatten sich selbst ihre Ziele gesetzt. Insbesondere wollten die Vereine einen Beitrag zur Bildung der Landwirte leisten und diese Berufsgruppe in wirtschaftlichen Angelegenheiten beraten. Zu diesem Zweck setzten die Vereine ausgebildete Wanderlehrer ein, es wurden Vorträge gehalten und Publikationen verbreitet. Die Vereine hatten außerdem zum Ziel, Landwirtschaftsschulen als berufsständische Bildungseinrichtungen zu gründen und auch zu betreiben. Die erste landwirtschaftliche Lehr- und Erziehungsanstalt in Deutschland schuf Lucas Andreas Staudinger im Jahr 1797 auf einem Pachthof in Groß Flottbek bei Hamburg.
Aus diesen ursprünglichen Zielsetzungen entwickelte sich gegen Ende des 19. Jahrhunderts der Bedarf an einer konzentrierten Interessenvertretung, so dass aus einer Vielzahl Landwirtschaftlicher Vereine die Gründung einer Landwirtschaftskammer entstehen konnte.